# Прогул (в школе)
Прогулы — пропуск занятий учащимся в образовательном учреждении без уважительных причин.
От неявки на работу, службу и других прогулов, совершаемых правоспособными гражданами, прогулы школьников отличаются тем, что субъектами являются дети — личности, недееспособные (или ограниченно дееспособные) по закону.
На территории Российской Федерации (а также некоторых других стран СНГ) законом запрещено прогуливать занятия несовершеннолетним до получения ими общего образования. Во время уроков несовершеннолетние обязаны находиться в школе или другом образовательном учреждении. Полицейские имеют право задерживать лиц до 18 лет за прогулы в общественных местах, однако согласно Административному кодексу допущение прогулов является нарушением закона родителями. Если школьнику уже 18 лет или больше либо если несовершеннолетний уже окончил школу и прогуливает другие занятия (в техникуме, колледже и т.п.), задерживать его за прогул полиция не имеет права.

## Постановка проблемы

### СССРи постсоветское пространство
«Российская педагогическая энциклопедия» исключила проблематику прогулов из списка тем, заслуживающих специального рассмотрения: словарной статьи «прогулы» в ней нет. Здесь в статье «Правонарушения» И. П. Башкатов рассматривает прогулы односторонне, в ряду проступков, которые, «в отличие от преступлений, наносят вред, не содержащий опасности для устоев общества в целом», приводя в пример «прогулы, опоздания, появление на работу или учёбу в нетрезвом виде и др.». Тем самым автор предлагает педагогам ставить прогулы школьников в один ряд с прогулами производственными (субъектами которых являются правоспособные граждане), и рассматривает школьников-прогульщиков только как объект, с которым надлежит бороться исключительно репрессивными (то есть основанными на административном воздействии, прямо или косвенно основанном на законе) мерами: «по законодательству … несут общую дисциплинарную ответственность по правилам внутр. трудового или уч. распорядка предприятия, уч. заведения и т. п.…. Взыскания за дисциплинарную ответственность: замечание (постановка на вид), выговор, строгий выговор, … увольнение, исключение из уч. заведения».
В постсоветское время правовое пространство в России пополнилось рядом законов и разработанных на их основе подзаконных норм, которые позволяют рассматривать детей, прогуливающих школы, как правонарушителей и, последовательно применяя к ним и их родителям меры административного воздействия, в конечном счёте исключать таких детей из школы. В таких случаях школа, как коллектив педагогов, инициирующий исключение ученика, косвенно подтверждает свою неспособность осуществлять воспитательный процесс; закон позволяет ей снимать с себя ответственность за дальнейшее воспитание конкретного ребёнка, а последний, оказываясь вне школы, оказывается в полной мере под воздействием неформального воздействия со стороны «улицы» и формального — со стороны правоохранительных органов. В статье 13 закона РФ «Об образовании» от 10.07.1992 № 3266-1 (ред. от 13.02.2009) говорится, что в Уставе образовательного учреждения в обязательном порядке должны быть закреплены порядок и основания отчисления обучающихся и воспитанников.
Отчисление ученика из школы за прогулы возможно, если согласно Уставу школы прогулы являются грубым нарушением устава. В уставах школ прогулы (а также систематическое опоздание на уроки) ставятся в один ряд с такими грубыми нарушениями, как «драки, угрозы, запугивание, вымогательство, нанесение травм, хамство, грубость (словесная и физическая),… воровство, порча имущества школы, учеников, работников и посетителей, курение, употребление спиртных напитков, наркотиков…», при этом само понятие «грубое нарушение устава» также регулируется не законом, а самим Уставом школы.
Вместе с тем современная педагогика подчёркивает, что упор на административные методы борьбы с детьми-прогульщиками является со своей стороны элементом «психологического насилия над ребёнком в образовательной среде», современные учёные-педагоги рассматривают эту проблему прежде всего как общий сбой процесса психологической адаптации в школьной образовательной среде.
Исходя из того, что «ни один ребёнок не рождается на свет ленивым», и «школьная фобия» есть лишь сигнал об утрате побуждения, психологи группируют следующие факторы, выявление которых служит отправной точкой профилактики прогулов:
а) ребёнок хочет учиться, но не удовлетворён процессом или программой («скучно»);
б) ребёнок хочет учиться, но подвергается психологическому (и даже физическому) насилию со стороны учителей и учеников, боится их насмешек и нападок («страшно»);
в) семейные неурядицы — широкий спектр причин на стороне семьи (от компенсаторики после всю ночь длившихся скандалов до физического насилия со стороны родителей и пр.).

### Европа, Америка
В некоторых странах эта проблема считается очень значимой и к борьбе с ней прикладываются большие усилия.
Очень серьёзно к борьбе с прогулами подходят в США. Там родителей прогульщиков могут привлечь к ответственности в виде штрафа и даже короткого заключения под стражу. В США у всех школьников есть специальное удостоверение, независимо от того, посещают они частную или публичную школу. В борьбе с прогулами участвует также и полиция. Полицейские часто проверяют детей и подростков, находящихся на улицах в учебное время.
Довольно интересный способ борьбы с прогулами существует в Ирландии, где с этой проблемой борются с применением СМС-оповещения родителей.

## Прогулы и прогульщики в разных культурах

### Этимология
В английском языке представлен широкий набор словоформ, относящихся к прогульщикам:
- В Австралии прогуливание школы (англ. skipping school) также ещё называют англ. wagging, ditching, jigging, dogging или bludging.
- В Англии — англ. bunking (off), skiving или wagging, а в Ливерпуле есть особое словечко англ. sagging. В Уэльсе прогуливание школы — англ. mitching, wagging или on the knock; в Шотландии это называется англ. bunking (либо cutting) class, doggin, skiving, playing tickie или puggin; в Ирландии — англ. on the hop, on the bunk, mitching, scheming или dossing.
- В США и Канаде словообразующей основой сленга, относящегося к прогульщикам, может являться англ. hookey (схожее с хоккей), например англ. playing hookey, а также производные от глаголов «пропускать» (skip) и «урезать» (cut): англ. skipping, cutting class, или просто англ. cutting. Помимо этого, используются и другие отглагольные существительные: англ. ditching, dipping, jigging, sluffing.
- На сленге в ЮАР это англ. bunking, skipping или jippo.
- В Ямайке — англ. skulling, в Гайане — англ. skulking.
- В государстве на островах Антигуа и Барбуда прогуливание — англ. skudding, а в Тринидаде и Тобаго — англ. breaking biche.
- В Малайзии и Сингапуре прогуливать школу — англ. fly, а в Малайе — ’ponteng’ или просто ’pon’.

### День прогульщика в разных странах
В Польше день весеннего равноденствия (в фенологии стран севера Европы считается первым днём весны) 21 марта — «День прогульщика» (пол. Dzień Wagarowicza), неофициальный повод для школьников если не «прогуливать», то, по крайней мере, имитировать прогул, придя в школу. 
В США и Канаде «День прогульщика» (англ. Senior Skip Day) имеет свои традиции и дату проведения для разных школ.
В Литве день прогульщика неофициально отмечается 21 марта во всех школах страны.

### Кино и литература
В 2008 году в США вышла кинокомедия «День прогульщика» (англ. «Senior Skip Day»), получившая в русском прокате, за неимением культурологического эквивалента, описательное название «Выпускной угар или День самоуправления».